# Ganoderma sublucidum
Ganoderma sublucidum är en svampart som först beskrevs av Beeli, och fick sitt nu gällande namn av Steyaert 1961. Ganoderma sublucidum ingår i släktet Ganoderma och familjen Ganodermataceae.   Inga underarter finns listade i Catalogue of Life.